# ميلتون غلاسر
ميلتون غلاسر (بالإنجليزية: Milton Glaser)‏ هو طابع حروف ‏ ومصمم ومصمم جرافيك ورسام توضيحي أمريكي، ولد في 26 يونيو 1929 في نيويورك في الولايات المتحدة.

## معرض صور

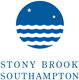

## وصلات خارجية
- الموقع الرسمي
- ميلتون غلاسر على موقع IMDb (الإنجليزية)
- ميلتون غلاسر على موقع الموسوعة البريطانية (الإنجليزية)
- ميلتون غلاسر على موقع ميوزك برينز (الإنجليزية)
- ميلتون غلاسر على موقع قاعدة بيانات برودواي على الإنترنت (الإنجليزية)
- ميلتون غلاسر على موقع ديسكوغز (الإنجليزية)
- ميلتون غلاسر على موقع قاعدة بيانات الفيلم (الإنجليزية)